# Рик, Татьяна Геннадиевна
Татьяна Геннадиевна Рик (род. 9 сентября 1967, Москва) — детский писатель, иллюстратор, педагог. Лауреат Премии им. Н. Островского за выдающиеся достижения в литературе и публицистике и Премии "Книгуру" - за лучшее произведение для детей и юношества. Первый лауреат премии портала Грамота. Ру (2001).

## Биография
Родилась в Москве в семье инженеров. Мать — Рик ( в девичестве Шафран) Елена Михайловна (1941—2002, родилась в г. Уфа, в эвакуации), отец — Рик Геннадий Вильгельмович (1937—2009, родился в г. Калинине, ныне - г. Тверь). Помимо обычной школы Татьяна Рик, посещала сначала изостудию в Доме пионеров Черёмушкинского района (преподаватель — Марина Сергеевна Каштанова), а затем художественную школу № 1 на Кропоткинской улице.
Окончила филологический факультет МГПИ им. В. И. Ленина в 1990 году. В институте закончила ФОП (факультет общественных профессий) и получила право преподавать рисование, а также этику и психологию семейных отношений.
В годы учёбы в вузе работала ночной няней в интернате, вожатой и кружководом (ИЗО) в пионерских лагерях (п/л «Юность», п/л им. Володи Дубинина, п/л «Отважный»), преподавала русский язык и литературу в московских школах (№ 303, № 790 и № 125). После института работала учителем (школа № 125), затем — литературным редактором в фирме «Стиплер», художником в газете «Начальная школа» (приложение к газете «1 сентября»), главным редактором издательства, вела кружок журналистики в детско-юношеском центре «Исток».  
С 2004 года по 2016 работала в школе дистанционного образования ГБОУ ЦО «Технологии обучения» (i-школа), преподавала русский язык и литературу через интернет. 
С 1993 года написала и опубликовала свыше четырех десятков детских книг, в числе которых весёлые учебники по русскому языку и арифметике, выдержавшие множество переизданий. Проиллюстрировала свыше двадцати своих и чужих книг. 
Сегодня Т. Рик преподает частным порядком онлайн. Работает над текстами и иллюстрациями новых книг. Путешествует. Выступает в школах и библиотеках. 

## Проблемы со здоровьем и общественная деятельность
В 1989 году Татьяна Рик заболела, в результате чего со временем оказалась в инвалидной коляске (1995). Первоначальный диагноз «рассеянный склероз» со временем не подтвердился, было найдено истончение спинного мозга в грудном отделе.
Несмотря на тяжёлую болезнь, Татьяна ведёт активный образ жизни: много путешествует по России и за границей, летала на парашюте, занимается дайвингом, танцами на колясках, водит машину. В декабре 1995 года побывала в Ватикане на аудиенции у Папы Римского Иоанна Павла II и получила его благословение (однако сведения о том, что до этой аудиенции у неё было бесплодие, а потом прошло — придуманы журналистами). В 2002 году родила сына Виталия, которого воспитывала одна. Сейчас он окончил МГУ им. М. В. Ломоносова, исторический факультет. 
С 2011 по 2016 г. Татьяна Рик была членом Общественного совета по делам родителей, воспитывающих несовершеннолетних детей с инвалидностью, председателем Совета в Юго-Западном округе Москвы, членом городского совета.
В ноябре 2012 года участвовала в конкурсе красоты женщин на инвалидных колясках «Миссис Независимость в 2012» и получила звание «Миссис Зрительских симпатий» и корону, а также сертификат на обучение в МИТРО (Московский Институт Телевидения и Радиовещания Останкино) на отделении теле- и радиоведущих.
В 2013-2014 г училась в МИТРО. Получила специальность теле- и радиоведущей.
В декабре 2014 года Татьяна участвовала в Четвёртом Международном фестивале СМИ «Интеграция» с циклом публикаций под общим названием «И не коляска это вовсе! Это трон!». Цикл был удостоен первого приза в номинации «Интернет-публикация».
В 2015 году Татьяна стала моделью для пошива одежды. Она участвовала в образовательном проекте «Безграниц кутюр», который проводила организация «Без границ» и Британская высшая школа дизайна. Идея проекта — моделировать одежду с особенностями, удобную людям с инвалидностью.

Начиная с 2012 года Татьяна активно пишет прозу. Её автобиографические повести «Чур, Володька — мой жених», «Красавица Насто и Гаврош» и «Рикки-Тикки-Таня» (под общим названием «Чур, Володька — мой жених!») заняли третье место на Всероссийском конкурсе на лучшее произведение для детей и подростков «Книгуру» 2014 года (5 сезон). Повесть "Бордовый дым, зеленый дым" (которая вошла в дальнейшем в сборник "Бухта первой любви") заняла 2 место в конкурсе «Однажды в Москве» (2015).
В 2020 году Татьяна Рик и издательство «Вако» провели масштабный конкурс детского рисунка «Вся радость жизни!» по произведениям Т. Рик. На конкурс прислано свыше 600 работ из разных городов России и из разных стран мира.
Сам конкурс вошёл в Шорт-лист конкурса профессионального мастерства «Ревизор 2020»: 3 место в номинации «Чтение XXI века. Лучшие проекты компаний по продвижению книги и чтения».
С 2021 года Татьяна Рик много рисует, иллюстрирует свои книги. Выпустила цикл обучающих раскрасок «ЗвеРИКи». Сделала свыше 500 иллюстраций к своим книгам: "Рикки-Тикки-Таня", "Бухта первой любви", "Крыса Земфира - мутант".

## Творчество
На последнем курсе института, в 1989 году, Рик познакомилась с Эдуардом Николаевичем Успенским и показала ему написанные ею сказки. Успенскому сказки понравились, и он посоветовал Татьяне попробовать напечатать их.
Когда Успенский создал издательство «Самовар» и занялся изданием альтернативных, занимательных учебников по школьным предметам, Рик показала ему свои наработки и идеи для создания учебника по русскому языку. Они были оформлены в книги «Здравствуйте, Имя Существительное», «Доброе утро, Имя Прилагательное», «Здравствуй, дядюшка Глагол» и «Привет, Причастие» и опубликованы в издательстве «Самовар». Специалисты оценивают эти книги как «очень занимательные и познавательные». В дальнейшем серия была дополнена книгами "Как живешь, Наречие?", "Как дела, Деепричастие", "Чудеса в 5 а. Русский язык в играх" и "Лиза и Ланцелот в стране Фонетике".
В 2016 году учебные пособия Татьяны Рик оказались в центре общественного внимания после того, как администрация православной гимназии в Москве постановила отобрать их у учеников и сжечь.
Веселые учебники Т. Рик являются победителями конкурса «Волжская волна – 2015» в номинации «Детская учебная литература». 
Российской Академией Естествознания книгам "Здравствуй, дядюшка Глагол", "Как живешь, Наречие?" и "Игры на уроках. Русский язык. 5 класс" присвоено звание "Золотой  фонд отечественной науки. Лучшее учебно-методическое издание в отрасли". https://t-rik.ru/catalog/zolotoy-fond-otechestvennoy-nauki/

## Награды и звания
1. Премия портала Грамота. Ру
2. Грант Москвы за разработки в области преподавания русского языка (2009)
3. Первое место в конкурсе на лучшее короткое произведение для детей издательства «Настя и Никита» (2015)
4. Шорт-лист литературного конкурса «Новая детская книга» (2015)
5. Первый приз в номинации «Интернет-публикация» за цикл публикаций под названием «И не коляска это вовсе! Это трон!» в IV Международном фестивале СМИ «Интеграция» (2014)
6. Третье место во Всесоюзном конкурсе на лучшее произведение для детей и подростков «Книгуру» (2014)
7. Лонг-лист литературного конкурса «Новая детская сказка» (2015)
8. Лонг-лист III Международного конкурса короткого рассказа им. В. Г. Короленко — рассказ «Домбрик» (2015)
9. Второе место в литературном конкурсе «Однажды в Москве» — повесть «Бордовый дым. Зеленый дым» (2017)
10. Миссис Зрительских симпатий — Конкурс красоты женщин на коляске «Миссис Независимость» (28 ноября 2012 года)
11. Одно из призовых мест в конкурсе «Мультимедиа урок в современной школе»
12. Победитель конкурса «Волжская волна – 2015» в номинации «Детская учебная литература» за книги серии «Занимательный учебник» издательства «ВАКО»
13. Премия Мэра Москвы имени Николая Островского в номинации "За выдающиеся достижения в литературе и публицистике" (2021 год).
14. Шорт-лист литературной премии "Большая сказка" им. Э.Н. Успенского, номинация "Веселый учебник" - за книгу "Лиза и Ланцелот в стране Фонетике". https://rgdb.ru/projects/premiya-bolshaya-skazka/16704-korotkij-spisok-pyatogo-sezona-premii-bolshaya-skazka

### Источник информации:Электронный каталог РНБ
1. Сказочный задачник : [Для дошк. возраста] / Написала и нарисовала Татьяна Рик. — М. : РОСМЭН : РОСМЭН-Издат, 2002. — 51, с. : — (Учимся быстро и весело). — 10000 экз. — ISBN 5-8451-0966-3.
2. Грибы и улитка Уля : [для чтения взрослыми детям] / Татьяна Рик. — Москва : Мир книги, 2009. — [32] с. — (Серия «Детская вселенная»). — 5000 экз. — ISBN 978-5-486-02921-9 (в пер.).

### Источник информации: Генеральный алфавитный каталог книг на русском языке (1725—1998)
1. Здесь живут части речи! [Пособие для доп. образования: Для мл. и средн. шк. возраста] / Рис. авт. — М.: РИО «Самовар»: ООО «Шалаш», Б. г. (1997) . (Весёлые учебники). — 87 с. — ISBN 5-85066-006-2. Вып.1: Здравствуйте имя существительное. — 20000 экз.[24]: в 1994 году та же книга — 50000 экз.[25]
2. Здесь живут части речи! [Пособие для доп. образования: Для мл. и средн. шк. возраста] / Рис. авт. — М.: РИО «Самовар»: ООО «Шалаш», Б. г. (1997) . (Весёлые учебники). — 90 с. — ISBN 5-85066-015-1. Вып.2: Доброе утро, имя прилагательное. — 20000 экз.[26]
3. Здесь живут части речи! [Пособие для доп. образования: Для мл. и средн. шк. возраста] / Рис. авт. — М.: РИО «Самовар»: ООО «Шалаш», Б. г. (1997) . (Весёлые учебники). — 135 с. — ISBN 5-85066-024-0. Вып.3: Здравствуй, дядюшка глагол. — 20000 экз.[27] в 1995 году та же книга — 50000 экз.[28]
4. Здесь живут части речи! [Пособие для доп. образования: Для мл. и средн. шк. возраста] / Рис. авт. — М.: РИО «Самовар»: ООО «Шалаш», Б. г. (1997) . (Весёлые учебники). — 129 с. — ISBN 5-85066-081-X. Вып.4: Привет, причастие. — 25000 экз.[29]

### Дополнительно (из других источников)
1. Т. Рик «Здравствуйте, Имя Существительное», М.: Астрель, 1999. Рисунки автора.
2. Т. Рик «Доброе утро, Имя Прилагательное», М.: Априори-Пресс, 2006. Рисунки автора.
3. Т. Рик «Здравствуй, дядюшка Глагол», М.: Вако, 2011. Рисунки автора.
4. Т. Рик «Привет, Причастие», М.: Вако, 2013. Рисунки автора.
5. Т. Рик «Как живешь, Наречие?», М.: Вако, 2011. Рисунки автора.
6. Т. Рик «Как дела, Деепричастие?», М.: Априори-Пресс, 2007. Рисунки автора.
7. Обучающий диск: Привет, Причастие! / Под ред. Татьяны Рик .- М. : 1С-Паблишинг, 2007 .- (1С: Школа). Рисунки автора.
8. Т. Рик «Чудеса в 5А. Русский язык в играх» М.: «Априори-Пресс» 2008. Рисунки автора.
9. Татьяна Рик. Летающий Ботинок. — М.: Дрофа, 2001. — 80 с. — (Сказки нашего двора). — 10 000 экз. — ISBN 5-7107-3531-0. Художник - Ксения Почтенная.
10. Татьяна Рик. Золотые желуди. — М.: Скрипторий 2000, 2005. — 64 с. — 10 000 экз. — ISBN 5-94448-036-X. Рисунки автора.
11. Т. Рик «Азбука» М.: "Олма-пресс", 2006. Художники С. и Н. Годиенко.
12. Т. Рик «Бал для Вьюжки и Метельки", М.: "Махаон", 2014. - 32 с. - 15 000 экз. Художник - Елена Белоусова.
13. Татьяна Рик. Крыса Земфира - мутант. — М.: Априори-Пресс, 2006. — 136 с. — 3000 экз. — ISBN 5-85597-066-3. Переиздание - 2021.
14. Т. Рик «Задачник для Зюмзюмки» учебник по арифметике М.: "Априори-Пресс", 2007, рисунки автора.
15. Т. Рик «Сказки и пьесы для семьи и детского сада» М.: "Линка-Пресс", 2008), рисунки автора.
16. Т. Рик «Игры на уроках русского языка, 5 класс», М.: "Вако", 2010. Рисунки автора.
17. Т. Рик «Устный счёт в страшилках и смешилках», М.: "Вако", 2013. Рисунки автора.
18. Т. Рик "АзбукаРИК", М.: "Вако", 2019. 64 с. Художник - Мария Куркова. ISBN 978-5-408-04266-1
19. Т. Рик "Лягушачьи фантазии", М. "Яуза", 2020. Художник - Ельнура Мурзатаева.
20. Т. Рик "Черепаший дом", М. "Аквилегия-м", 2016.  192 с.  ISBN 978-5-906819-40-6  Художник - Юлия Корякина.
21. Т. Рик "Зверики. Раскраски для продвинутых детей" М.: "Линка-пресс". 2021. Рисунки автора.
22. Татьяна Рик "Бабочка Алина и мыльные пузыри" М.: "Порт-сказок". 2023[30].
23. Татьяна Рик "Задачник для Зюмзюмки" М.: "Порт-сказок". 2023[30].
24. Татьяна Рик "Зверики. Кошки и собаки" М.: "Порт-сказок". 2023[30].
25. Татьяна Рик "Зверики. Птицы" М.: "Порт-сказок". 2023[30].
26. Татьяна Рик "Рикки-Тикки-Таня" М.: "Априори-Пресс". 2023. Рисунки автора.
27. Татьяна Рик "Бухта первой любви" М.: "Априори-Пресс". 2024. Рисунки автора.
28. Татьяна Рик "Лиза и Ланцелот в стране Фонетике" М.: "Априори-Пресс". 2023. Рисунки автора.

#### Серия «Детская Вселенная»
(Развивающая серия для малышей, автор — Татьяна Рик, художник Диана Лапшина):
1. Т. Рик «Фрукты, овощи и гусеница Дуняша» М. «Мир книги», 2009 г. Переиздание - М. "Яуза" 2020 г.
2. Т. Рик «Небо, звёзды и синичка Сонька» М. «Мир книги», 2009 г.
3. Т. Рик «Одежда, обувь и моль Мальвина» М. «Мир книги», 2009 г.
4. Т. Рик «Домашние животные и кот Муркис» М. «Мир книги», 2009 г.
5. Т. Рик «Лесные животные и ёжик Шуня» М. «Мир книги», 2009 г.
6. Т. Рик «Времена года и дождинка Инка» М. «Мир книги», 2009 г.
7. Т. Рик «Цветы и бабочка Авдотья» М. «Мир книги», 2009 г.
8. Т. Рик «Птицы и Андрей-воробей» М. «Мир книги», 2009 г.
9. Т. Рик «Здоровье и микроб Грязнулькин» М. «Мир книги», 2009 г.
10. Т. Рик «Цвета и кисточка Кася» М. «Мир книги», 2009 г.
11. Т. Рик «Грибы и улитка Уля» М. «Мир книги», 2009 г.  Переиздание - М. "Яуза" 2020 г.
12. Т. Рик «Цифры, счет и карандашик Коля» М. «Мир книги», 2009 г.

#### Аудиокниги
1. «Ужасная парикмахерская» - "1С"
2. «Подушка-десантник» - "1С"
3. «Крыса Земфира — мутант» - "1С"
4. «Таинственные исчезновения» - "1С"
5. "Коллекция страшилк-смешилок для детей" - "1С"
6. "Задачник для Зюмзюмки"

#### Сборники
1. «Новые сказки» М.. "Махаон", 2005 (Сказка «Прабабушкина Чернобурка».)
2. Сборник пьес «Я вхожу в мир искусств» («Кукольный театр») № 10, 2008 г. (Пьесы: «Про вредную Бабку-Ёжку», «Лягушачьи фантазии».)
3. Сборник новогодних пьес «Я вхожу в мир искусств»(«Хлопушка») № 9, 2008 г. (Пьеса «Бальные платьица Вьюжки и Метельки».)
4. Сборник «Наши друзья — писатели» Составитель М. Яснов. С-Петербург: «Агентство образовательного сотрудничества» 2007. (Сказки: «Бабочка Алина и мыльные пузыри», «Ежиная абракадабра», «Про вредную Бабку-Ёжку», «Жемчужина мудрости», «Осенний шуршунчик», «Хрюхрюси — сын Сумаси», «Лягушачьи фантазии».)
5. Сборник «Мурзилка и его друзья» М.: «Дрофа плюс» и редакция журнала «Мурзилка», 2003, стр. 32 (Сказка «Ежиная абракадабра».)
6. «Мурзилка» юбилейный сборник к 80-летию журнала (Сказка «Лекарство от плохого настроения».)
7. «Стихи и сказки тридесятого царства» М. "Оникс", 2012 (Сказка "Про вредную Бабку-Ёжку".)
8. «Принцесса Маша Ромашкина и другие сказки» М.. "Махаон", 2013 г. (Сказки "Бал для Вьюжкки и Метельки", "Лёля и ее фея", "Как лечили медвежонка", Лёля-принцесса", "Лекарство от плохого настроения.)
9. «Спят усталые игрушки» М.. "Махаон", 2013 г. (Сказки "Лёля и ее фея", "Как лечили медвежонка".)
10. «Зоопарк в моей квартире». Рассказы о домашних питомцах. М. "Детская литература", 2013 г. (Рассказы "Марта", "Черепан", "Черепаший дом", "Насекомое стадо".)
11. «Цирк! Цирк! Цирк!» Стихотворения и рассказы. М. "Детская литература", 2014 г. (Рассказ "Ну просто цирк!")

## Авторские курсы
В государственном образовательном учреждении "Центр образования «Технологии обучения» разработаны авторские учебные курсы:
1. «Русский язык от Татьяны Рик. Курс 1»

2. «Русский язык от Татьяны Рик. Курс 2»

3. «Здравствуйте, Имя Существительное. Ожившие книжки Татьяны Рик»